# Лоренцо ди Креди
Лоренцо ди Креди, Лоренцо д’Андреа д’Одериго (итал. Lorenzo di Credi, Lorenzo d'Andrea d'Oderigo; 1459, Флоренция — 12 января 1537, Флоренция) — итальянский живописец флорентийской школы эпохи Возрождения. Ученик Андреа дель Верроккьо.

## Биография
Лоренцо учился у своего отца, «златокузнеца» (итал. battere metalli), ювелира, по имени Андреа д’Одериго, а затем у живописца Андреа дель Верроккьо. На его творчество оказал влияние его соученик по боттеге (мастерской) Верроккьо Леонардо да Винчи. Лоренцо работал во Флоренции в мастерской Верроккьо до самой смерти учителя.
В индивидуальной манере его письма ощутимы влияния Верроккьо: чёткие контуры, тщательная проработка деталей, характерные для флорентийского кватроченто, но эти черты соединяются с непосредственностью, искренностью и теплотой выраженного в них религиозного чувства.
В конце концов Лоренцо ди Креди стал главным помощником Верроккьо и унаследовал его мастерскую после смерти учителя в 1488 году. От имени Верроккьо он завершил знаменитую «Мадонну Площади» (Madonna di Piazza) для кафедрального собора Пистои, заказанную Верроккьо в 1475 году, но выполненную Лоренцо в 1485—1486 годах.
Среди ранних работ художника — тондо с «Поклонением Младенцу» из Фонда Кверини Стампалья в Венеции, «Благовещение» в Уффици, две панели «Мадонны с Младенцем» в Галерее Сабауда в Турине, ещё одна в Национальной галерее в Лондоне.
Более поздние работы, датированные 1493 годом, — «Мадонна и святые» из Лувра, и «Поклонение пастухов» из Уффици. В дальнейшем в произведениях Лоренцо ди Креди ощутимы влияния Леонардо да Винчи, который постепенно отходил от графичной манеры Верроккьо в направлении пластически полной моделировки формы и передачи пространственных отношений средствами тональной перспективы.
Лоренцо был художником-портретистом. Самым известным является «Портрет Катерины Сфорца» под названием «Дама с жасмином» в Пинакотеке в Форли. Этот портрет стал предметом пристального внимания из-за сходства портретируемой модели с «Моной Лизой» Леонардо да Винчи.
Другой портрет, написанный Лоренцо, возможно, вдовы его брата Джиневры ди Джованни ди Никколо находится в Метрополитен-музее в Нью-Йорке. Композицию этой картины часто сравнивают с «Джиневрой де Бенчи» Леонардо в Национальной галерее искусств в Вашингтоне. Модель на этом портрете, в отличие от Джиневры Бенчи Леонардо, смотрит вправо. В. Н. Гращенков отмечал, что Лоренцо ди Креди явно подражал работе Леонардо, и лишь зеркально перевернул композицию картины Леонардо, чтобы привычно расположить источник света — слева направо. Руки на этом портрете прижаты к груди в жесте, напоминающем жест в бюсте работы Верроккьо «Дама с букетом, или Флора» (предполагаемый портрет возлюбленной Лоренцо Великолепного Лукреции Донати. Ок. 1480. Национальный музей Барджелло, Флоренция).
После 1497 года Лоренцо стал последователем неистового монаха Джироламо Савонаролы и отверг мирские темы. В своей зрелой деятельности он также обратился к стилю живописи Фра Бартоломео, Перуджино и молодому Рафаэлю. Об этом свидетельствует «Распятие» в Геттингенском музее, «Благовещение» в Кембридже.
Лоренцо ди Креди, как верный ученик Верроккьо, помогал закончить конную статую Коллеони в Венеции и перевёз тело своего учителя во Флоренцию из Венеции, где в 1488 году умер Верроккьо.
У Лоренцо было много учеников. Наиболее известны Джованни Антонио Сольяни, который помогал Лоренцо во многих его поздних работах, Томмазо ди Стефано Лунетти и Антонио дель Черайоло. Среди сотрудников и последователей были Джованни ди Бенедетто Чианфанини, мастер «Вознесения Магдалины» (названный по картине, которая находится в Филадельфии), анонимный художник, известный как «Томмазо» (также называемый Томмазо ди Креди и другие.

## Галерея
- Мадонна с Младенцем Христом и младенцем Иоанном Крестителем. Ок. 1485. Дерево, темпера, масло. Кунстхалле, Карлсруэ
- Мадонна ди Пьяцца. Начато А. Верроккьо в 1475—1486, закончено Лоренцо ди Креди в 1485—1486 гг. Дерево,темпера, масло. Собор в Пистое
- Мадонна в молитве к Христу с младенцем Иоанном Крестителем. Ок. 1485. Дерево, масло. Фонд Кверини Стампалья, Венеция
- Поклонение Христу. Ок. 1487. Национальный музей Сербии, Белград
- Портрет Катерины Сфорца, или Дама с жасмином. Холст, масло. Пинакотека, Форли
- Женский портрет (Джиневра ди Джованни ди Никколо?). 1490—1500. Дерево, масло. Метрополитен-музей, Нью-Йорк
- Стигматизация Святого Франциска. Ок. 1490. Дерево, масло. Музей Феша. Корсика, Франция